# Далсі (Нью-Мексико)
Далсі (англ. Dulce) — переписна місцевість (CDP) в США, в окрузі Ріо-Арріба штату Нью-Мексико. Населення — 2788 осіб (2020).

## Географія
Далсі розташоване за координатами 36°57′14″ пн. ш. 107°0′1″ зх. д. / 36.95389° пн. ш. 107.00028° зх. д. (36.953800, -107.000344).  За даними Бюро перепису населення США в 2010 році переписна місцевість мала площу 33,55 км², з яких 33,17 км² — суходіл та 0,38 км² — водойми.

### Клімат
| Клімат : Далсі          | Клімат : Далсі | Клімат : Далсі | Клімат : Далсі | Клімат : Далсі | Клімат : Далсі | Клімат : Далсі | Клімат : Далсі | Клімат : Далсі | Клімат : Далсі | Клімат : Далсі | Клімат : Далсі | Клімат : Далсі | Клімат : Далсі |
| Показник                | Січ.           | Лют.           | Бер.           | Квіт.          | Трав.          | Черв.          | Лип.           | Серп.          | Вер.           | Жовт.          | Лист.          | Груд.          | Рік            |
| Абсолютний максимум, °C | 19,4           | 20,0           | 25,0           | 28,3           | 35,0           | 37,2           | 37,2           | 36,7           | 36,1           | 30,6           | 23,3           | 18,3           | 37,2           |
| Середній максимум, °C   | 3,7            | 6,5            | 11,4           | 16,7           | 21,9           | 27,7           | 29,9           | 28,4           | 25,1           | 18,8           | 10,7           | 4,7            | 17,2           |
| Середній мінімум, °C    | −15,9          | −11,7          | −7,2           | −3,8           | −0,2           | 3,3            | 8,4            | 8,0            | 3,1            | −2,8           | −8,4           | −13,7          | −3,4           |
| Абсолютний мінімум, °C  | −40,6          | −44,4          | −28,9          | −18,9          | −12,2          | −6,7           | −1,7           | −2,8           | −11,7          | −17,8          | −38,3          | −43,9          | −44,4          |
| Норма опадів, мм        | 35             | 35             | 36             | 29             | 27             | 20             | 53             | 63             | 41             | 38             | 33             | 33             | 443            |
| ----------------------- | -------------- | -------------- | -------------- | -------------- | -------------- | -------------- | -------------- | -------------- | -------------- | -------------- | -------------- | -------------- | -------------- |
| Джерело: WRCC           |                |                |                |                |                |                |                |                |                |                |                |                |                |

## Демографія
Згідно з переписом 2010 року, у переписній місцевості мешкали 2743 особи в 880 домогосподарствах у складі 646 родин. Густота населення становила 82 особи/км².  Було 974 помешкання (29/км²).
Расовий склад населення:
| - 91,7 % — корінних американців - 4,2 % — білих - 0,6 % — чорних або афроамериканців - 0,1 % — азіатів - 1,9 % — осіб інших рас |

До двох чи більше рас належало 1,6 %. Частка іспаномовних становила 11,0 % від усіх жителів.
За віковим діапазоном населення розподілялося таким чином: 32,1 % — особи молодші 18 років, 60,4 % — особи у віці 18—64 років, 7,5 % — особи у віці 65 років та старші. Медіана віку мешканця становила 28,6 року. На 100 осіб жіночої статі у переписній місцевості припадало 97,3 чоловіків;  на 100 жінок у віці від 18 років та старших — 98,7 чоловіків також старших 18 років.
Середній дохід на одне домашнє господарство  становив 42 244 долари США (медіана — 35 833), а середній дохід на одну сім'ю — 52 200 доларів (медіана — 43 824). Медіана доходів становила 31 838 доларів для чоловіків та 30 568 доларів для жінок. За межею бідності перебувало 25,6 % осіб, у тому числі 32,5 % дітей у віці до 18 років та 18,1 % осіб у віці 65 років та старших.
Цивільне працевлаштоване населення становило 1003 особи. Основні галузі зайнятості: публічна адміністрація — 42,0 %, освіта, охорона здоров'я та соціальна допомога — 20,1 %, мистецтво, розваги та відпочинок — 8,6 %, роздрібна торгівля — 7,4 %.